# Elsa Heporauta
Elsa Mathilda Heporauta, född 31 augusti 1883 i Puumala, död 7 maj 1960 i Helsingfors, var en finländsk författare. Från 1907 var hon gift med skolmannen Frans Akseli Heporauta.
Heporauta skrev ungdomsböcker, mindre skådespel, djurskildringar, noveller (bland annat samlingen Häävaatteet, 1923) och romaner (bland annat Ursula Keivaara, 2 band, 1929–1930). Hon grundade föreningen Kalevalaiset naiset 1935. 